# Steatomys cuppedius
Steatomys cuppedius é uma espécie de roedor da família Nesomyidae.
Pode ser encontrada no Benin, Burkina Faso, Mali, Níger, Nigéria e Senegal.
Os seus habitats naturais são: matagal árido tropical ou subtropical.